# 拜仁慕尼黑股份公司
拜仁慕尼黑股份公司是由拜仁慕尼黑足球俱乐部、阿迪达斯、奥迪及安联共同持股的一家股份制附属公司，主要经营拜仁慕尼黑的职业足球业务。现任董事会主席为卡尔-海因茨·鲁梅尼格，监事会主席为赫尔伯特·海纳。其股票不在证券交易所上市，并且在未来数年内也没有首次公开募股计划。
拜仁慕尼黑股份公司的财政年度是由每年的7月1日至次年的6月30日，因此与一个足球赛季相当。

## 成立
2002年2月，拜仁慕尼黑足球俱乐部注册协会的足球部门被分离为拜仁慕尼黑股份公司，以便能够创建专业的结构并对一座新建的体育场进行融资。在形式上，该足球部门于1996年便已获批转变为企业职能。
股份公司在慕尼黑地方法院的商业登记处注册，注册号为HRB 140475。根据其职责，公司自2002年2月14日起的经营范围包括在德甲作赛的男子职业足球队、业余足球队、青年足球队和女子足球队。拜仁慕尼黑足球俱乐部注册协会则仍对国际象棋部、乒乓球部、篮球部、手球部、保龄球部和体操部实施直接管理运营。

## 股本及股东

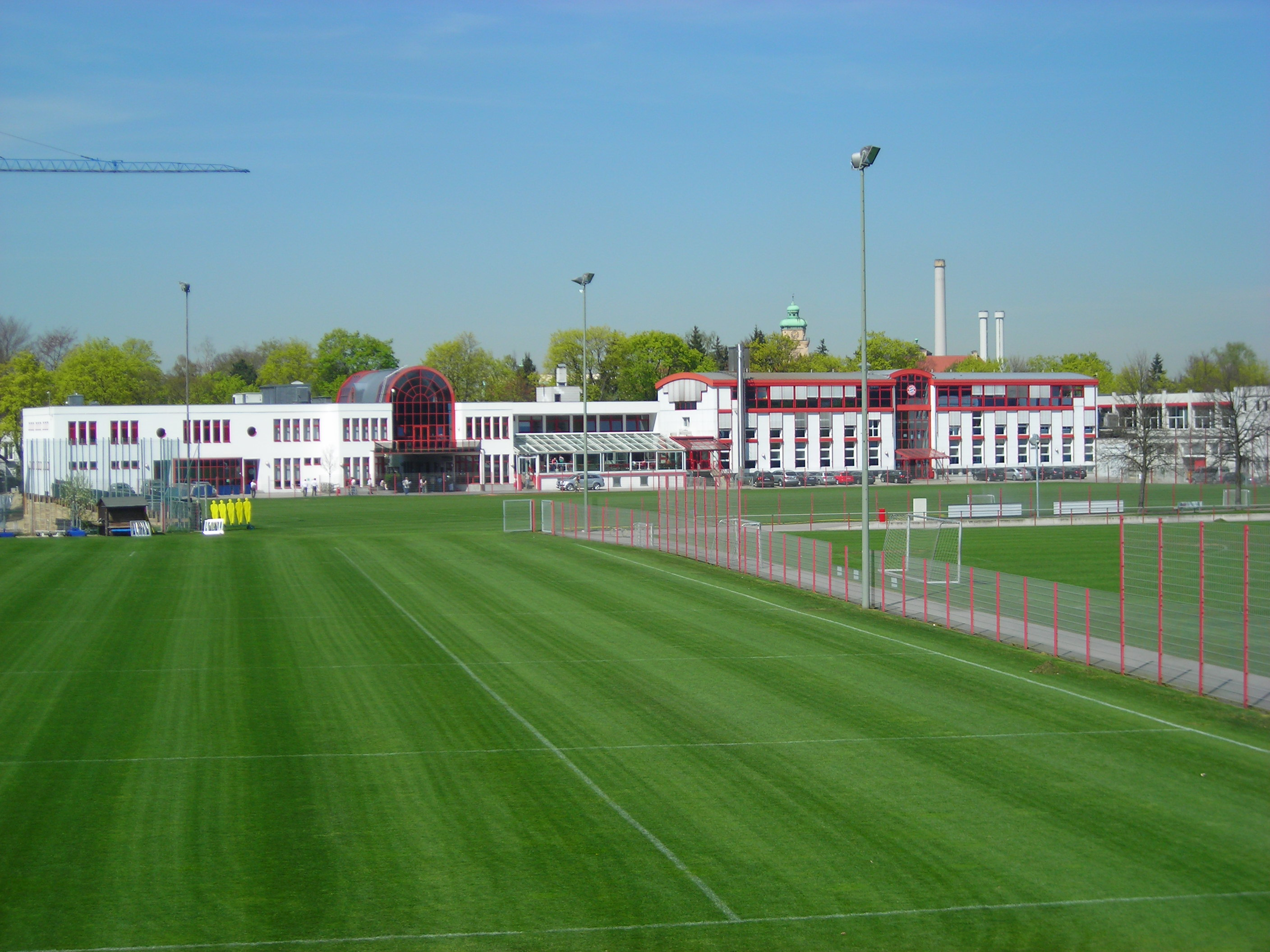
设于慕尼黑塞贝纳大街的公司总部

在2010年，公司的股本总额为2500万欧元，当中拜仁俱乐部及阿迪达斯分别持有90%和10%的比例。阿迪达斯在2002年斥资7,700万欧元购入所持股份，该款项被指定用于兴建体育场的融资。其后奥迪又在2010年3月至2011年6月分三阶段注资9,000万欧元。这也使得公司的股本总额增加了250万欧元，达到2750万欧元。2014年2月11日，安联以1.1亿欧元购入公司8.33%的股权。同时所有的合作伙伴均通过此次增资将所占股权平均为8.33%。三个外部投资者的的累计持股比例已达24.99%，但低于具有否决权的少数派，从而使拜仁可以对冲来自投资者的过度影响。
其目前的股东结构为：
| 份额    | 股东                     |
| ------- | ------------------------ |
| 75.01 % | 拜仁慕尼黑足球俱乐部协会 |
| 08.33 % | 阿迪达斯股份公司         |
| 08.33 % | 安联欧洲股份公司         |
| 08.33 % | 奥迪股份公司             |

## 体育场子公司
除了足球队的运作，拜仁慕尼黑股份公司还是慕尼黑安联球场有限公司（Allianz Arena München Stadion GmbH）的唯一股东，主导兴建了慕尼黑的大型体育场馆安联球场。至2006年4月27日，慕尼黑1860也曾持有该有限公司50%的份额，但因财务问题而被迫以1,100万欧元的价格将所持股份售予拜仁慕尼黑股份公司。